# Чубатая поганка
Чубатая поганка, или капюшонная поганка (лат. Podiceps gallardoi) — птица из семейства поганковых. Населяет южную часть Южной Америки, обитая на изолированных озёрах в Патагонии. Зимует на побережье. Находится под угрозой вымирания (в 2012 году виду присвоен охранных статус CR), особую роль в котором может сыграть хищничество со стороны интродуцированной американской норки и доминиканской чайки.

## Описание
Длина тела около 32 см, вес около 500 граммов. Птицы среднего размера, оперение чёрно-белое. От красношейной поганки отличается чёрной головой с красновато-коричневым «чубом». Также для них характерен небольшой заострённый клюв.

## Поведение
Гнездятся в колониях размером до 130 пар с октября по март. Темп размножения очень низок — на одну взрослую особь приходится 0,2 птенца в год.

## Угрозы
Кроме норок и чаек, будущему этих птиц угрожают выпас скота и низкий темп воспроизводства популяции.